# 金旼貞
金旼貞（：／ Kim Min-jung，1986年7月29日—），韓国女子羽毛球运动员。

## 簡歷
2010年5月，金旼貞代表韓國隊參加尤伯杯；教練把金旼貞/河貞恩的常設組合拆開，金改為與老將李孝貞組合。準決賽第二場比賽，金/李組合對陣日本的末綱聰子/前田美順，以2-0（21-19,21-10）獲勝；最終韓國隊以3-1勝出晉級。決賽第二場比賽，金/李組合迎戰世界排名第一的马晋/王晓理，在落後一局的情況下反勝2-1（18-21,21-12,21-15）；最終韓國隊以3比1擊敗中國隊，首次贏得尤伯杯。
2010年11月，金旼貞代表韓國出戰廣州亞運會，參加羽毛球比賽的女子雙打（夥拍李孝貞）及女子團體項目，最終在兩個項目皆奪得銅牌佳績。

### 奧運消极比赛事件
在2012年倫敦奧運女雙羽毛球A組，韩国运动员金旼贞/河贞恩與印尼运动员格雷西娅·波利/梅利亚娜·乔哈里消極作賽，在沒有壓力下不是下網，就是出界，被國際奧委會取消比賽資格。
8月14日，韩国羽协决定处罚涉事的河貞恩、金旼貞、金荷娜和鄭景银，禁止她們在未來两年参加任何国内、国际的羽毛球赛事。

## 主要比賽成績
只列出曾進入準決賽的國際賽事成績：
| 年份   | 賽事                     | 公開賽級別 | 項目     | 拍檔   | 成績   |
| ------ | ------------------------ | ---------- | -------- | ------ | ------ |
| 2007年 | 馬來西亞羽毛球超級賽     | 超級賽     | 女子雙打 | 黃遊美 | 準決賽 |
| 2007年 | 德國羽毛球大獎賽         | 大獎賽     | 女子雙打 | 黃遊美 | 準決賽 |
| 2007年 | 大阪羽毛球國際挑戰賽     | 國際挑戰賽 | 混合雙打 | 韓相訓 | 準決賽 |
| 2008年 | 大阪羽毛球國際挑戰賽     | 國際挑戰賽 | 女子雙打 | 河貞恩 | 亞軍   |
| 2008年 | 大阪羽毛球國際挑戰賽     | 國際挑戰賽 | 混合雙打 | 高成炫 | 準決賽 |
| 2008年 | 新加坡羽毛球超級賽       | 超級賽     | 女子雙打 | 河貞恩 | 準決賽 |
| 2008年 | 日本羽毛球超級賽         | 超級賽     | 混合雙打 | 柳延星 | 準決賽 |
| 2008年 | 中國羽毛球超級賽         | 超級賽     | 女子雙打 | 河貞恩 | 準決賽 |
| 2008年 | 香港羽毛球超級賽         | 超級賽     | 女子雙打 | 河貞恩 | 準決賽 |
| 2008年 | 世界羽聯超級系列賽總決賽 | 超級賽     | 女子雙打 | 河貞恩 | 準決賽 |
| 2009年 | 全英羽毛球超級賽         | 超級賽     | 女子雙打 | 河貞恩 | 準決賽 |
| 2009年 | 瑞士羽毛球超級賽         | 超級賽     | 女子雙打 | 河貞恩 | 準決賽 |
| 2009年 | 德國羽毛球大獎賽         | 大獎賽     | 女子雙打 | 河貞恩 | 準決賽 |
| 2009年 | 亞洲羽毛球錦標賽         | 其他       | 混合雙打 | 柳延星 | 亞軍   |
| 2009年 | 印尼羽毛球超級賽         | 超級賽     | 女子雙打 | 河貞恩 | 準決賽 |
| 2009年 | 日本羽毛球超級賽         | 超級賽     | 女子雙打 | 河貞恩 | 準決賽 |
| 2009年 | 韓國羽毛球國際挑戰賽     | 國際挑戰賽 | 混合雙打 | 申白喆 | 準決賽 |
| 2010年 | 韓國羽毛球超級賽         | 超級賽     | 女子雙打 | 河貞恩 | 準決賽 |
| 2010年 | 亞洲羽毛球錦標賽         | 其他       | 混合雙打 | 柳延星 | 亞軍   |
| 2010年 | 新加坡羽毛球超級賽       | 超級賽     | 女子雙打 | 李孝貞 | 亞軍   |
| 2010年 | 印尼羽毛球超級賽         | 超級賽     | 女子雙打 | 李孝貞 | 亞軍   |
| 2010年 | 中華台北羽毛球黃金大獎賽 | 黃金大獎賽 | 女子雙打 | 李孝貞 | 冠軍   |
| 2010年 | 中國羽毛球超級賽         | 超級賽     | 女子雙打 | 河貞恩 | 準決賽 |
| 2010年 | 韓國羽毛球大獎賽         | 大獎賽     | 混合雙打 | 柳延星 | 冠軍   |
| 2011年 | 德國羽毛球黃金大獎賽     | 黃金大獎賽 | 女子雙打 | 河貞恩 | 亞軍   |
| 2011年 | 瑞士羽毛球黃金大獎賽     | 黃金大獎賽 | 女子雙打 | 河貞恩 | 冠軍   |
| 2011年 | 泰國羽毛球黃金大獎賽     | 黃金大獎賽 | 混合雙打 | 申白喆 | 準決賽 |
| 2011年 | 新加坡羽毛球超級賽       | 超級賽     | 女子雙打 | 河貞恩 | 亞軍   |
| 2011年 | 美國羽毛球黃金大獎賽     | 黃金大獎賽 | 女子雙打 | 河貞恩 | 冠軍   |
| 2011年 | 中華台北羽毛球黃金大獎賽 | 黃金大獎賽 | 女子雙打 | 河貞恩 | 冠軍   |
| 2011年 | 丹麥羽毛球首要超級賽     | 首要超級賽 | 女子雙打 | 河貞恩 | 準決賽 |
| 2011年 | 法國羽毛球超級賽         | 超級賽     | 女子雙打 | 河貞恩 | 準決賽 |
| 2011年 | 香港羽毛球超級賽         | 超級賽     | 女子雙打 | 河貞恩 | 準決賽 |
| 2011年 | 世界羽聯超級系列賽總決賽 | 首要超級賽 | 女子雙打 | 河貞恩 | 亞軍   |
| 2012年 | 韓國羽毛球首要超級賽     | 首要超級賽 | 女子雙打 | 河貞恩 | 亞軍   |
| 2012年 | 馬來西亞羽毛球超級賽     | 超級賽     | 女子雙打 | 河貞恩 | 亞軍   |
| 2012年 | 全英羽毛球首要超級賽     | 首要超級賽 | 女子雙打 | 河貞恩 | 準決賽 |
| 2012年 | 瑞士羽毛球黃金大獎賽     | 黃金大獎賽 | 女子雙打 | 河貞恩 | 準決賽 |

| 2007-2017年 | 首要超級賽 | 超級賽 | 黃金大獎賽 | 大獎賽 | 國際挑戰賽 | 國際系列賽 | 未來系列賽 | 其他 |

| 2018-2026年 | 總決賽 | 超級1000賽 | 超級750賽 | 超級500賽 | 超級300賽 | 超級100賽 | 國際挑戰賽 | 國際系列賽 | 未來系列賽 | 其他 |

### 世界冠軍頭銜
金旼貞在羽毛球生涯中共奪得1項羽毛球世界冠軍頭銜。
| 賽事   | 奪冠次數 | 年份               |
| ------ | -------- | ------------------ |
| 尤伯杯 | 1        | 2010年（女子團體） |
| 總計   | 1        |                    |

### 奧運會和世錦賽參賽紀錄
|          | 搭檔   | 2008 | 2009 | 2010 | 2011        | 2012     |
| -------- | ------ | ---- | ---- | ---- | ----------- | -------- |
| 女子雙打 | 河貞恩 | 16強 | 8強  | 8強  | 48強 (退賽) | 取消資格 |
|          |        |      |      |      |             |          |
| 混合雙打 | 柳延星 | －   | 16強 | 16強 | －          | －       |